# Feux de forêt de 2023 en Algérie
Les feux de forêt de 2023 en Algérie sont une série d'incendies qui se déroulent en fin juillet 2023 dans le nord-est de l'Algérie, faisant au moins 34 morts, et des dizaines de blessés.
Les feux se sont déclenchés dans 17 régions du pays, notamment : Béjaia, Jijel, Boumerdès, Khenchela, El Tarf, Souk Ahras, Skikda, Tizi Ouzou et Tipaza.

## Contexte et chronologie
À partir de la mi-juillet 2023, l'Algérie, ainsi que le reste du bassin méditerranéen, est touchée par une vague de chaleur exceptionnelle, le 18 juillet, l'Office national de la météorologie (ONM) alerte sur les températures qui vont dépasser les 48 degrés à l'ombre dans 13 wilayas du nord du pays. En conséquence, l'ONM appelle à la prudence et demande à la population de prendre les précautions nécessaires pour faire face à la chaleur intense.
140 incendies se sont déclarés à travers dix-sept wilayas et ont touché le nord-est du pays entre le 23 et le 25 juillet, le ministre de l'Intérieur confirmant l'extinction des foyers le mercredi 26 juillet.

## Réactions

### Gouvernemental
Après les feux de 2021 et 2022, le gouvernement algérien s'est dit prêt à affronter d'éventuels incendies durant l'été 2023. Plus de 8 000 agents de la protection civile et 525 camions ont été mobilisés, ainsi qu'un bombardier d'eau Beriev Be-200 de grande capacité, et des avions et hélicoptères anti-incendie affrétés.
Le parquet général a ordonné, l'ouverture d'enquêtes préliminaires pour déterminer les causes des incendies et identifier d'éventuels auteurs. Certains médias déplorent la présence d'importantes quantités de bouteilles en verre dans les forêts tandis que plusieurs arrestations d'individus ont lieu,,.

### Internationales
- Tunisie : dans un entretien téléphonique avec Brahim Merad, ministre de l'Intérieur, son homologue tunisien lui a présenté ses condoléances[9] ;
- Maroc : dans un communiqué de son ministère des Affaires étrangères, le Maroc présente ses « sincères condoléances suite aux pertes en vies humaines »[10] ;
- Tanzanie : Stergomena Tax, ministre des Affaires étrangères de Tanzanie, lors d'un appel téléphonique avec son homologue algérien, a exprimé « au nom de son pays, ses sincères condoléances à l'Algérie pour les victimes des feux de forêt qu'ont connu plusieurs wilayas »[11] ;
- Suède : le ministre suédois des Affaires étrangères, Tobias Billström, lors d'un entretien téléphonique avec son homologue algérien, a exprimé « au nom de son pays, peuple et Gouvernement, ses sincères condoléances à l'Algérie pour les victimes des incendies qui ont touché certaines régions du pays, exprimant la solidarité et le soutien de la Suède à l'Algérie en cette douloureuse circonstance »[12];
- États-Unis :  la Secrétaire d'État Michele Sison, en visite à Alger, a exprimé « Au nom du Secrétariat d'État et du Gouvernement américains, ses sincères condoléances à l'Algérie suite aux tragiques feux de forêt »[13] ;
- Turquie : dans un communiqué émis par son ministère des Affaires étrangères, la Turquie présente ses condoléances au gouvernement et au peuple algériens[14].

### Culturelle
En soutien aux victimes, diverses institutions culturelles ont décidé d'annuler ou de reporter leurs manifestations de fin juillet. Parmi les changements, le concert de Raïna Raï à Alger a été repoussé au 3 août, tandis que la Fête du bijou d’Ath Yenni a été annulée. Les activités de l’Office National de la Culture et de l’Information (ONCI) sont suspendues temporairement. De plus, les concerts "Layali Sayf" à Sétif et les spectacles "Ayam El Foukaha" à M’sila ont été annulés. En dernier lieu, le concert de Mouh Milano et Djalil Palermo, prévu à Azazga le 5 août, a été déplacé au 24 août.

### Personnalités
- Le chanteur Soolking annonce l'ouverture d'une cagnotte pour aider les victimes et les sinistrés de ces incendies[16].

## Bilan

### Humain
Les incendies ont causé la mort d'au moins 34 personnes, dont 10 militaires,. Le nombre de blessés est estimé à 325. Environ 1 500 habitants ont dû être évacués. De nombreuses maisons ont été détruites et des hectares de forêt et de cultures ont brûlé, sans qu'une évaluation précise ait pu encore être réalisée.

### Forestier
D'après les services forestiers de Béjaia, les incendies ont touché 19 communes de la wilaya et ont dévasté près de 11 000 hectares, dont près de 4 000 hectares de terres cultivées, de vergers et d'arbres fruitiers.

## Polémique

### Algérie Presse Service (APS)
Le 27 juillet 2023, la chaîne France 24 est violemment critiquée par l'Agence de presse algérienne (APS), dans le contexte des incendies qui ont touché 17 régions de l'Algérie. Elle l'accuse de cacher une part de vérité sur les secours apportés et les moyens adoptés, en se focalisant uniquement sur une seule région, qui est la Kabylie, l'agence continue ses critiques en qualifiant la chaîne de « grossière, vulgaire, honteuse, sans aucun respect pour la mémoire des victimes ». Elle l'accuse également d'avoir « ciblé l’Algérie, comme si les incendies n’ont affecté que l’Algérie », l'article s'adresse à la chaîne  en écrivant « messieurs de la chaine poubelle » et dénonce le fait qu'elle recevrait ses « orientations sur l’Algérie d’un des proches de l’Élysée, connu pour ses connections [sic] avérées avec l’organisation terroriste MAK ». L'agence vise Karim Amellal.

### France 24
Le 28 juillet 2023, la direction de France 24 publie un communiqué qualifiant l'article de l'APS « d'une extrême violence » et précise que « les incendies en Algérie ne sont aucunement couverts plus spécifiquement ». Elle déclare qu'« en tirer des conclusions politiques infondées relève d'analyses totalement déraisonnables et contraires à tout bon sens » et estime que « les propos de l'agence algérienne (sont) diffamatoires et disproportionnés, (que) l'emploi d'adjectifs insultants et injurieux sont ridicules » et que « l'outrance disqualifie les auteurs de ce texte ».